# Ante Starčević
Ante Starčević (23. května 1823, Veliki Žitnik, Gospić, – 28. února 1896, Záhřeb) byl chorvatský politik, publicista a spisovatel. Zabýval se politikou historií, literární kritikou, filosofií, politickou satirou a překladatelstvím. Ještě za svého života byl nazván Otcem vlasti (Otac Domovine).

## Život
Narodil se v obci Veliki Žitnik u Gospiće. Jako obránce chorvatského jazyka je považován za protivníka Vuka Karadžiće. V chorvatském Saboru byl zastáncem chorvatské nezávislosti a v roce 1861 stál spolu s Eugenem Kvaternikem u vzniku Strany práva (Hrvatska stranka prava).
Stal se protivníkem Vuka Karadžiće ve sporu o podobu srbochorvatského jazyka, neboť ten prosazoval jekavici, naproti čemuž Starčević preferoval ekavici. Navíc Starčević horlivě vystupoval také proti antisemitismu a stal se ochráncem Židů, kteří pak byli následně na chorvatském území většinou voliči Strany práva. 
Jeho pohřbu se zúčastnilo okolo třiceti tisíc lidí.

## Činnost a odkaz
Byl zakladatelem a posléze celoživotním členem Strany práva. Strana existuje dodnes, ale po válce za nezávislost Chorvatska se rozštěpila na několik frakcí, z nichž Hrvatska stranka prava Dr. Ante Starčevíć si činí nárok na nepřerušenou historickou kontinuitu.